# Stadio Shah Alam
Lo stadio Shah Alam (in malese: Stadium Shah Alam) è un impianto sportivo di Shah Alam, capitale dello stato malese di Selangor.
Ha una capienza di 80 372 posti e il suo terreno di gioco misura 105 x 68 metri. È utilizzato principalmente per il calcio, come sede delle partite interne del Selangor, ma dispone anche di una pista di atletica e ospita anche gare di karting.
Situato nella zona orientale di Shah Alam, è il più grande stadio dello stato di Selangor ed era il maggiore stadio della Malesia fino alla costruzione dello stadio nazionale di Bukit Jalil.

## Storia
Ispirato allo stadio Poljud di Spalato, costruito nel 1979, fu edificato a partire dal 1º gennaio 1990 su progetto dell'architetto malese Hijjaz Kasturi e aprì i battenti il 16 luglio 1994, con la partita tra gli scozzesi del Dundee Utd e il Selangor, squadra di casa. L'incontro, terminato 1-1, fu il match inaugurale di un torneo amichevole a inviti. Il primo gol nello stadio fu segnato da Billy McKinlay. Le altre squadre che presero parte al torneo erano Bayern Monaco, Leeds Utd, la nazionale olimpica australiana e il Flamengo, che si aggiudicò il torneo.
Nel 2011 fu sottoposto a lavori di ammodernamento per un costo totale di 3,4 milioni di ringgit. Nel 2014 furono spesi ulteriori 2,4 milioni di ringgit, spesa sostenuta dal governo di Selangor, per la seconda fase dei lavori di ammodernamento. Ulteriori opere di ristrutturazione furono attuate nel 2016.
Dal 2016 al 2019 ha ospitato anche le partite del PKNS.